# Clavija sanctae-martae
Clavija sanctae-martae är en viveväxtart som beskrevs av B. Ståhl. Clavija sanctae-martae ingår i släktet Clavija och familjen viveväxter. Inga underarter finns listade i Catalogue of Life.